# Acolasis colliquens
Coenipeta colliquens là một loài bướm đêm trong họ Erebidae.